# ILife
iLife je kolekce počítačových programů pro Mac OS X a iOS, pro správu a úpravu fotek, hudební knihovny, tvorbu hudby a střih videa. Obsahuje programy iPhoto, iWeb, iMovie, GarageBand a iTunes. Základní výhodou balíku oproti ostatním programům je, že dokáží jednotlivé programy spolupracovat velmi jednoduše mezi sebou. V iMovie tak lze připojit hudbu z knihovny iTunes či do videa dodat fotku podle nalezeného obličeje z knihovny iPhoto.

## iPhoto
Je program pro správu fotografií. Uspořádává fotografie podle místa, osob a času, je schopen identifikovat obličeje.

## iMovie
Je určen pro správu a úpravu videí. Dokáže stříhat, upravovat nebo jen přehrávat videa a umisťovat je na web.

## iWeb
Je jednoduchý nástroj pro vytváření webových stránek. Poslední verze je '09. Ve verzi '11 iWeb přítomen nebyl ačkoliv byl předinstalován s '11 verzí ostatních programů na počítačích Apple až do června 2011. Apple se nechal slyšet, že dále již tento program vyvíjet nebude.

## GarageBand
Je program pro skládání hudby, jehož pomocí lze hrát na hudební nástroje, dokáže mixovat a stříhat hudbu.